# Arrondissement de Bergues
L'arrondissement de Bergues est une ancienne subdivision administrative française du département du Nord. 

## Histoire
La naissance de l'arrondissement de Bergues succède aux réformes de l'administration du pays voulues par la Révolution française :  Constitution française du 3 septembre 1791 (entre autres, création des districts dont le district de Bergues, cantons,...), Constitution du 5 fructidor an III (création des municipalités de canton,..).
L'arrondissement ou sous-préfecture de Bergues a été créé par la loi du 28 pluviôse an VIII (17 février 1800), en remplacement des districts créés lors de la départementalisation du territoire et supprimés par la Constitution du 5 fructidor an III (22 août 1795).
Le département du Nord compte, à cette date de 1800, six arrondissements : Bergues, Hazebrouck, Lille, Cambrai, Avesnes, Douai. Douai est le chef-lieu du département.
La sous-préfecture fut déplacée à Dunkerque en 1803.

## Données géographiques
L'arrondissement de Bergues, ou premier arrondissement communal est le plus septentrional du département. Il est délimité au nord par la mer du Nord, au nord-est et à l'est. par le département de la Lys, au sud-est et au sud par le second arrondissement, chef-lieu Hazebrouck, et le département du Pas-de-Calais, à l'ouest l'Aa le sépare du Pas-de-Calais.
Il correspond à une partie de l'ancienne Flandre maritime.
Il comprend plusieurs canaux navigables : le canal de la Colme, le canal de Bergues à Hondschoote et Furnes (canal de Bergues Belgique), le canal de Bergues à Dunkerque (canal de Bergues France), le canal de Dunkerque à Furnes (canal Nieuport-Dunkerque), le canal de Bourbourg, le canal des Moëres. S' y ajoutent l'ancien canal de Mardyck qui n'est plus navigable car en trop mauvais état, et les rivières non navigables de l'Yser et de la Peene.
L'arrondissement compte de très nombreuses tourbières, exploitées au début du XIXe siècle dans de très nombreuses communes de l'arrondissement.

## Composition
Comme pour chaque arrondissement, Bergues est le siège d'un tribunal civil de 1re instance (tribunal de première instance) qui est en même temps tribunal correctionnel.
Une direction des douanes nationales est implantée à Dunkerque. Le préfet maritime y réside.
Chaque chef-lieu d'arrondissement abrite un dépôt national de livres, tableaux et objets d'art.
Vers 1803, la population de cet arrondissement était de 80 242 individus et le collège électoral était composé de 160 membres. 
Il comprenait 59 communes divisées en 7 cantons : cantons de Bergues, Bourbourg, Dunkerque-Est, Dunkerque-Ouest, Gravelines, Hondschoote et Wormhout. L'arrondissement comptait officiellement trois villes Dunkerque, Gravelines, Bergues et 2 places fortifiées Hondschoote et Bourbourg. 
L'arrondissement comprend une justice de paix dans chacun des cantons mentionnés ci-dessus. 
En 1802-1803, on parle flamand dans tout l'arrondissement sauf dans quatre communes : Gravelines, Holque, Mardick, Saint-Momelin. 

### Conseil d'arrondissement
Siège au côté du sous-préfet un conseil d'arrondissement de dix membres, choisis parmi les notables de l'arrondissement. Le conseil délibère sur des questions d'importance secondaire. Le conseil d'arrondissement a existé jusqu'en 1940.
| Période   | Identité                 | Étiquette | Qualité                                           | Remarques |
| --------- | ------------------------ | --------- | ------------------------------------------------- | --------- |
|           | Dequeux de Saint-Hilaire |           | Appelé à d'autres fonctions                       |           |
|           | Lippens                  |           | Arpenteur Démissionnaire                          |           |
|           | Decarpentry              |           | Gravelines Démissionnaire                         |           |
|           | Vanwormhoudt             |           | Démissionnaire                                    |           |
|           | Roussel                  |           | Administrateur municipal à Bergues Démissionnaire |           |
|           | Buret                    |           | Bourbourg Démissionnaire                          |           |
| 1802-1803 | Mazuel                   |           | Négociant Dunkerque                               |           |
| 1802-1803 | Demersemann              |           | Ex-juge Esquelbecq                                |           |
| 1802-1803 | Debill                   |           | Notaire Hondschoote                               |           |
| 1802-1803 | Verhust                  |           | Coudekerque-Branche                               |           |
| 1802-1803 | Boissier                 |           | Ex-commissaire municipal Wormhout                 |           |
| 1802-1803 | Liebart                  |           | Négociant                                         |           |
| 1802-1803 | Maximilien Herbaut       |           | Rentier Watten                                    |           |
| 1802-1803 | Simonis père             |           |                                                   |           |
| 1802-1803 | Vernimmen                |           |                                                   |           |
| 1802-1803 | Godderis                 |           | Cultivateur                                       |           |
|           |                          |           |                                                   |           |

## Sous-préfets
L'arrondissement ou sous-préfecture est dirigé par un sous-préfet.
- 1800 : Louis Philippe Schadet